# Turaida
Turaida (che in Lingua livoniana significa "giardino divino") è una piccola località della Lettonia situata nei pressi della città di Sigulda, nel parco nazionale della valle del fiume Gauja. 

## Monumenti e luoghi d'interesse
La località è nota per l'omonimo castello (Turaidas pils), edificato nel 1214 dal vescovo di Riga, Albrecht von Buxthoeven, sui resti di un antico forte livone. Il castello, ribattezzato in tedesco Burg Treyden, rimase abitato fino al 1776, quando un incendio lo distrusse quasi completamente risparmiando solo la torre. Dal 1953 il sito è stato ricostruito in parte e ospita anche un piccolo ma interessante museo etnografico, che illustra le condizioni di vita nella Livonia medioevale.
Il centro storico della città è composto non solo dal castello medievale di Turaida, ma anche dal Parco dei canti popolari sulla collina di Danu, dalla collina della chiesa e dalla Chiesa di legno del 1750, una delle più antiche nel suo genere nel Paese. Nel 2021 tutto il centro storico della città ha ottenuto il Marchio del patrimonio europeo.

## La Rosa di Turaida
Il castello di Turaida è uno dei più famosi della Lettonia ed è celebre per una leggenda, detta della Rosa di Turaida.
La leggenda narra che nel 1601, in seguito ad una battaglia ai piedi della fortezza, lo scrivano del castello uscito alla ricerca di sopravvissuti trovò una neonata tra le braccia della madre deceduta. Lo scrivano la prese con sé e la allevò come una figlia, dandole il nome Maja (o Maija). Divenuta ragazza, Maja venne presto soprannominata la Rosa di Turaida per via della sua bellezza e si innamorò di Viktor, il giovane giardiniere del castello di Sigulda.
Un giorno d'autunno del 1620 la giovane Maja fu attirata in una trappola dal perfido Adam Jakubowsky, un nobile polacco che bramava averla come moglie. Jakubowsky fece recapitare alla ragazza una lettera falsa in cui Viktor le dava appuntamento presso una grotta nei dintorni del castello; quando, ormai sul luogo, si avvide del pericolo, Maja chiese di essere lasciata in pace in cambio del suo scialle magico che garantiva l'invulnerabilità, e sfidò Jakubowsky a mettere alla prova i poteri dello stesso. Il polacco sguainò la spada e decapitò la ragazza, che ebbe così salvo l'onore.
Quando seppe della tragedia Viktor seppellì la propria amata, piantò un tiglio sulla sua tomba e lasciò il paese per sempre. Perpetuando la leggenda, ancora oggi i giovani sposi si recano a Turaida a posare fiori sulla tomba della Rosa di Turaida.